# Sandrine Erdely-Sayo
Sandrine Erdely-Sayo (Perpinyà, 11 d'octubre del 1968) és una pianista franco-americana, que va començar a destacar-se a la música ja a la infantesa.

## Biografia
Filla de Daniele Sayo i de Gerald Erdely, amb quatre anys començà a estudiar piano al Conservatori de Perpinyà on tingué de mestra Michèle Puig, fillola de Pau Casals. Amb deu anys marxà a estudiar al Conservatori de París amb Denyse Rivière i Christian Manen (Gran Premi de Roma el 1961) i, al poc, Sandrine Erdely guanyà el primer premi del concurs Bellan. Completà la preparació fent harmonia, contrapunt i fuga, i amb només catorze anys ja havia escrit tres peces per a orquestra de cambra que es van estrenar al Teatre del Châtelet de París. Marxà als Estats Units d'Amèrica el 1990 per estudiar amb Susan Starr a la University of the Arts de Filadèlfia, on es graduà dos anys més tard amb un Màster en música (piano i composició).
Com a intèrpret, Sandrine Erdely-Sayo ha tocat als Festivals Bach de Filadèlfia, al Festival Internacional de les Arts a França, al Festival de Prada de Conflent (1979), al "Jewish Film Festival" (Filadèlfia, 1991), al Louvre (1999), al Festival de la Hispanitat (Andalusia, 2000) i en transmissions de ràdio i televisió a França, els Estats Units, Espanya, Itàlia i Argentina. El 2014 debutà al Carnegie Hall de Nova York amb la narradora Elizabeth Peña, amb qui formava el duo MusicAlph. Ha interpretat obres de cambra dels compositors Poulenc, Messiaen, i Bartók, i ha estat intèrpret convidada dels "Richmond Chamber Players". Ha gravat l'obra per a piano de Primitivo Lázaro, i ha estrenat una peça de Francis Poulenc redescoberta, Les Trois Pastorales, enregistrada posteriorment al disc Voyage (2007). Per iniciativa de la Fundació Chopin a l'Argentina, hi estrenà obres dels compositors locals Juan José Ramos, Juan Carlos Sedero i Alberto Williams.
En tant que creadora, el 2009 rebé un encàrrec d'Arabesque Records per escriure quinze peces de piano per il·lustrar Platero y yo, un muntatge de textos de Juan Ramón Jiménez; tres anys més tard l'enregistrà amb Elizabeth Peña com a narradora; i el 2014 compongué Hymn to Sedona. Erdely-Sayo també ha publicat els llibres  Aleph vers l'Univers. Poème.  Cork: BookBaby, 2014. ISBN 9781483535432. i  Sons Polychromes: Interludes Poétiques [edició electrònica], 2015.
Amb Elizabeth Peña va ser fundadora i directora artística del Festival Piano on the Rocks; és membre honorària de la "Darius Milhaud international Competition" i sòcia de la "International Society for Philosophical Enquiry". En el present, i des del 2004, és professora de Teoria Musical i Piano al Boyer College of Music and Dance de la Universitat de Temple, i ensenya a la Lawrenceville School de New Jersey des del 2005. A l'abril del 1996 havia obtingut un visat de residència permanent als Estats Units en raó de ser una artista d'especial habilitat, d'interès nacional per al país, i es nacionalitzà estatunidenca el 15 de febrer del 2007.

## Enregistraments
- Voyage.  Missouri City, TX: AW Promotions, 2007. Conté: Intermezzo en la bémol majeur, op. 118; Trois pastorales, op. 5 / Francis Poulenc - Fantasia sobre Casta Diva (de l'Òpera Norma de Bellini), per a piano, op. 70 / Sigismund Thalberg - Sonet de Petrarca, núm. 104; Rapsòdia hongaresa núm. 12 / Franz Liszt - Preludi i nocturn per a la mà esquerra, op. 9 / Aleksandr Skriabin - La Plus que lente / Claude Debussy - Megara : sis croquis pour piano, op. 126 / Christian Manen - Lo que vendrá, tango / Ástor Piazzolla, en arranjament de Juan José Ramos.
- Oeuvres pour piano de Primitivo Lázaro.  Sandrine Erdely-Sayo, 2002. Conté: Homenaje a Chopin; Homenaje a Mendelsshon; Homenaje a Schumann; Idilio, Guajiras; La Rábida; Danza argentina, La romería de Palos (de la suite V Centenario del Descubrimiento de América); Schumantina; Lágrimas por Granada; Vergel de Huelva
- Primitivo Lazaro: Works For Piano.  Randolph Records, 2004. Conté: Rapsodia onubense; Canto matinal, La gruta dormida, Burbujas en el agua, Danza sobre el gran lago, El pozo del camino i Danza de duedecillos (de la suite Gruta de las maravillas); Castilla; Zortzico; Homenaje a Enrique Granados
- Duo MusicAleph. Platero and I.  Nova York: Arabesque Records, 2012.
- Hymn to Sedona, 2014.[Enllaç no actiu] Per a piano, soprano, tenor i narrador, lletra i música de Sandrine Erdely-Sayo